# Дукмасивка
Дукмасивка — хутор в Корочанском районе Белгородской области. Входит в состав Анновского сельского поселения.

## География
Находится в центральной части Белгородской области, в лесостепной зоне, в пределах Среднерусской возвышенности, при автодороге М2, на расстоянии примерно 21 километра (по прямой) к юго-востоку от города Корочи, административного центра района. Абсолютная высота — 159 метров над уровнем моря.

### Климат
Климат характеризуется как умеренно континентальный, с относительно мягкой зимой и тёплым продолжительным летом. Среднегодовая температура воздуха — 6 °C. Средняя температура воздуха самого холодного месяца (января) — −8,2 °C; самого тёплого месяца (июля) — 20,1 °C. Безморозный период длится 155 дней. Годовое количество атмосферных осадков составляет 452 мм, из которых 326 мм выпадает в период с апреля по октябрь. Снежный покров держится в течение 102 дней.

### Часовой пояс
Хутор Дукмасивка как и вся Белгородская область, находится в часовой зоне МСК (московское время). Смещение применяемого времени относительно UTC составляет +3:00.

## Население
| 2002 | 2010 |
| ---- | ---- |
| 14   | ↘11  |

### Половой состав
По данным Всероссийской переписи населения 2010 года в гендерной структуре населения мужчины составляли 36,4 %, женщины — соответственно 63,6 %.

### Национальный состав
Согласно результатам переписи 2002 года, в национальной структуре населения русские составляли 100 %.